# Burrata
La burrata es un queso fresco de leche de vaca, de pasta hilada (pasta filata) y de forma redonda, con un aspecto exterior similar al de la mozzarella en forma de bolsa con el característico cierre apical. En el interior, la textura es mucho más suave y filamentosa, similar a la del queso manteca. Es propio de la gastronomía de Italia.

## Origen
La invención de la burrata es el resultado del hábil arte de la fabricación del queso de Apulia, en particular el de Andria. Se transmite oralmente que en una antigua granja en las primeras décadas del siglo XX Lorenzo Bianchino inventó la burrata de Andria. Se dice que debido a una fuerte nevada, al no poder trasladar la leche a la ciudad, necesariamente tener que procesarla y sobre todo utilizar la crema o nata que surgió naturalmente, siguiendo el concepto de producción del queso manteca (envoltorios de pasta hilada sazonada en la que se almacena la mantequilla), se intentó hacer con el mismo principio un producto fresco.
Así que Bianchino pensó en mezclar los residuos del procesamiento de la pasta hilada con la crema y envolverlo todo en un recubrimiento también hecho de pasta hilada. Así surgió la burrata de Andria, que fue inmediatamente un gran éxito en Italia y en todo el mundo.